# Corfitz Ulfeldt til Bavelse
 Der er flere personer med dette navn, se Corfitz Ulfeldt (flertydig).
Corfitz Ulfeldt (død 23. marts 1614) var hofjunker og herre til Bavelse.
Han var søn af rigsråd Jakob Ulfeldt og Anne Flemming. Bavelse var hans moders fædrene gård. 
Han var 1591-94 hofjunker og fik i 1597 Korsør Slot i forlening, men ombyttede i 1605 dette len med Rugård, som han beholdt til sin død. 
Det er antagelig ham, der i 1598 befandt sig i Christian 4.'s følge på en sørejse til Båhus; men Sivert Grubbe nævner ham i sin dagbog kun ved et øgenavn, Fistrump Ulfeldt.
I 1596 blev han gift med Else Lauridsdatter Brockenhuus, der tilførte ham et søsterlod i Egeskov, og med hvem han fik sønnen Jakob Ulfeldt til Bavelse. Efter hendes tidlige død blev Corfits Ulfeldt i 1603 gift med Regitze Nielsdatter Parsberg (født 25. februar 1581), der endnu levede i 1625. 